# Агасиев, Кирилл Яшар оглы
Кири́лл Яша́р оглы́ Агаси́ев (укр. Кирило Яшар огли Агасиєв, позывной — Кум; 20 мая 1993, Харьков) — украинский военнослужащий, старший лейтенант, участник российско-украинской войны. Герой Украины (2022).   

## Биография
Родился 20 мая 1993 года в Харькове. Имеет азербайджанское происхождение. В 2014 году окончил Харьковский национальный университет строительства и архитектуры, получив степень бакалавра, а в 2016 году — магистра. 
С 2014 года проходит службу в Вооружённых силах Украины. С начала полномасштабного вторжения России в Украину в 2022 году проявил себя в боях за Харьковщину. Во время разведки местности вблизи села Малая Рогань его группа обнаружила и уничтожила вражескую технику и личный состав, что позволило артиллерии нанести точные удары по позициям противника.

## Награды
- Звание «Герой Украины» с удостоением ордена «Золотая Звезда» (16 мая 2022) — за личное мужество и героизм, проявленные в защите государственного суверенитета и территориальной целостности Украины, верность военной присяге[2].
- Орден Богдана Хмельницкого III степени (14 марта 2022) — за личное мужество и высокий профессионализм, проявленные в защите государственного суверенитета и территориальной целостности Украины, верность военной присяге[3].